# Dimitrios Frangos
Dimitrios Frangos, gr. Δημήτριος Φράγκος (ur. 6 czerwca 1935 w Atenach) – grecki polityk, prawnik i samorządowiec, wieloletni parlamentarzysta krajowy, w 1981 poseł do Parlamentu Europejskiego I kadencji.

## Życiorys
Jego ojciec Anastazios był posłem z ramienia Narodowej Unii Radykalnej. Studiował prawo na Uniwersytecie Narodowym im. Kapodistriasa w Atenach. Zaangażował się w działalność polityczną w ramach Nowej Demokracji. W latach 1974–1993 zasiadał w Parlamencie Hellenów I, II, III, IV, V, VI i VII kadencji z okręgu Attyka. Od 1 stycznia do 2 listopada 1981 wykonywał mandat posła do Parlamentu Europejskiego w ramach delegacji krajowej. Pozostał niezrzeszony, należał do Komisji ds. Socjalnych i Zatrudnienia. W latach 1990–1993 pozostawał wiceprzewodniczącym krajowej legislatywy. W 1994 i 1998 wybierany prefektem Attyki Wschodniej.